# Reabiivka, Volociîsk
Reabiivka (în ucraineană Рябіївка) este localitatea de reședință a comunei Reabiivka din raionul Volociîsk, regiunea Hmelnîțkîi, Ucraina.

## Demografie
Componența lingvistică a localității Reabiivka
     Ucraineană (98,1%)
     Rusă (1,9%)
Conform recensământului din 2001, majoritatea populației localității Reabiivka era vorbitoare de ucraineană (98,1%), existând în minoritate și vorbitori de rusă (1,9%).